# 靈樞經
《靈樞經》，與《素問》合稱《黃帝內經》，是現存最早的中醫理論著作，約成書於戰國時期，又稱《靈樞》、《針經》、《九針》。因其共有九卷又稱作《九卷》，在唐朝王冰之前又被稱作《九靈》，到王冰時候改稱作《靈樞》。北宋林億校正醫書時，《靈樞》已散失。史書記載，北宋時高麗國獻書，高麗國希望以《靈樞經》換取中國的《資治通鑑》，《靈樞》又重新傳回中國，但此版本由於北宋末年戰亂，已散失。
南宋紹興乙亥（1135年）史崧校定家藏本的《靈樞》九卷，增廣為二十四卷，刊行於世，成為現代流傳的版本。明代馬蒔編《靈樞註證發微》，是歷史上全注《靈樞》的第一人。從史崧獻書至今，經歷八百多年後，當時刊行的宋本，也早已亡失。刊本現存的最早版本是1339年元代胡氏古林書堂刊本。目前有關《靈樞經》的著作多以明代趙府居敬堂刊本為藍本。

## 外部連結
- 《靈樞經》全文 （页面存档备份，存于）